# 青云阁 (北京市)
青云阁，位于北京市西城区大栅栏西街33号，是清末民初北京的著名商场，1920年代至1930年代曾与劝业场、东安市场、首善第一楼并称为“四大商场”。现为“青云阁酒店”的所在地。

## 历史
据说，青云阁建于清朝乾隆年间，1905年进行了翻建。现建筑为1918年兴建。青云阁是综合性商业娱乐场所，不少文人、官员都在此娱乐、购物、用餐、品茶。清末文人许愈初在《肃肃馆诗集》中写有：“迤逦青云阁，喧腾估客过。珠光争闪烁，古董几摩挲。栋栋书场满，家家相士多。居然好风景，堪唱太平歌。”
青云阁率先将台球引入北京。青云阁中设有玉壶春茶楼、普珍园菜馆、步云斋鞋店、富晋书社等老字号，康有为、梁启超、谭嗣同、鲁迅、周作人、梁实秋、陈百年、朱逖先、刘叔雅、沈士远、沈尹默、钱玄同、刘半农、马幼渔等文人学者都曾在此活动。
1932年8月，聂耳自上海到北平上学，居住在宣武门外的云南会馆。到北平的次日，他就来到青云阁看杂耍、听大鼓。数日后，他游览了北海公园、中南海公园、颐和园、动物园、香山公园。
清末民初，许多戏曲名角在北京各茶园表演，其中也包括青云阁。京剧演员马连良、程砚秋、梅兰芳等先后在青云阁登台。相声“八德”之一焦德海也常到青云阁表演。
1912年5月5日，鲁迅到达北京，在教育部街的北京政府教育部社会教育司担任佥事。1912年5月至1919年11月，他住在宣武门外南半截胡同绍兴会馆，日记记他到得最多之地就是琉璃厂和青云阁。他从绍兴会馆出来，先逛琉璃厂，后经一尺大街、杨梅竹斜街东行到青云阁后门，一般从北门进，南门出。此因青云阁北门楼上就是茶座，他自琉璃厂走到青云阁有些乏了，在此休息、会客、品茶、理发、购物，从南门出来，到向东走不远处的东升平浴池洗浴，随后回绍兴会馆。从1912年到1922年的鲁迅日记记载的鲁迅到青云阁购物、品茶、会客、用餐等活动共达34次。他常光顾玉壶春茶楼，最爱吃虾仁面、春卷。
青云阁内的两家老字号普珍园菜馆、玉壶春茶楼分别在二层、三层。鲁迅与朋友小酌常去二层的普珍园菜馆，更多时候则坐在三层南侧的跑马廊边，品茶吃点心，可看二层中厅的评书、戏曲、杂耍、相声表演。2009年青云阁修复重张时，三层四周房间依旧，四周茶座按当年的风貌进行布置，都是藤椅茶几。
据说，蔡锷与小凤仙初次相识于青云阁普珍园（另一说二人初次相识于陕西巷的妓院），后来多次在普珍园小酌。1981年公映的讲述二人故事的电影《知音》就曾在青云阁拍摄。
中华人民共和国成立后，青云阁改建为旅馆，后成为北京市人民政府招待所。2009年，在大栅栏西街改造中，青云阁为响应宣武区人民政府的号召，装修未满一年便重张。2010年10月，青云阁变身为“青云阁酒店”。大栅栏西街35号的谦祥益老店成为“青云阁酒店”的一部分。

## 建筑
早年，青云阁平面呈轿子形，主厅并不临街，南北各伸出两条如同轿杆儿的很狭长的通道，南侧通往大栅栏西街，北侧通往杨梅竹斜街，因而被称为“轿楼”。但如今南北仅各余一条轿杆儿样的通道，即如今的南门、北门。如今的建筑基本是1905年翻建后的规模。青云阁是如今北京唯一一座保存最为完整的轿楼。
青云阁南门位于大栅栏西街北侧，北门位于杨梅竹斜街南侧。南门是一座二层小洋门楼，青砖砌成，拱形券门上的金底石额内有“青云阁”三字，为书法家何维朴（晚清书法家何绍基之孙）书写于宣统元年。拱形券门两侧悬挂有黑底金字的对联：“深巷藏福地一代文豪一代风流流连于此；闹市寻幽处我辈儒雅后辈英雄往返其间。”
1932年北平市工务局修筑大栅栏、观音寺街等道路暗沟的蓝图，显示如今位于大栅栏西街的南门是后门，位于杨梅竹斜街的北门是正门。2009年重张后，南门改为正门。
青云阁的楼房四面围合，采用中西结合风格装饰，共三层。第二层房间分布在四周，形成中厅，中厅北面有一座小舞台，上演节目。第三层四周都是单间，四周的通道和跑马廊相区隔而形成天井。楼顶是东、西、南、北四面由大玻璃窗围合而成的罩棚，罩棚顶部有人字柁支成两边立窗的长方形的藻井。罩棚四周玻璃窗下面有木质挂檐板，檐板上有木饰栏杆。梁柁上悬挂着从南洋进口的吊灯。